# Њу Порт Ричи (Флорида)
Њу Порт Ричи (енгл. New Port Richey) град је у америчкој савезној држави Флорида. По попису становништва из 2010. у њему је живело 14.911 становника.

## Демографија
Према попису становништва из 2010. у граду је живело 14.911 становника, што је 1.206 (7,5%) становника мање него 2000. године.
| Група             | 2000.          | 2010.          |
| Белци             | 14.606 (90,6%) | 12.289 (82,4%) |
| Афроамериканци    | 161 (1,0%)     | 448 (3,0%)     |
| Азијати           | 152 (0,9%)     | 211 (1,4%)     |
| Хиспаноамериканци | 846 (5,2%)     | 1.671 (11,2%)  |
| Укупно            | 16.117         | 14.911         |